# Premio Internazionale della Catalogna
Il Premio Internazionale della Catalogna (Premi Internacional Catalunya) è un riconoscimento assegnato annualmente a personalità del mondo della cultura, della politica, dell'economia distintesi per l'alto impegno etico e umanistico che ha contraddistinto il proprio operato.
Istituito nel 1989 dalla Generalitat de Catalunya, riconosce ai vincitori un premio di 80000 euro e una scultura di Antoni Tàpies.

## Albo d'oro
| Anno | Vincitore                                                                  | Nazionalità                                        | Attività principali              |
| ---- | -------------------------------------------------------------------------- | -------------------------------------------------- | -------------------------------- |
| 1989 | Karl Popper                                                                | Regno Unito                                        | Filosofo                         |
| 1990 | Abdus Salam                                                                | Pakistan                                           | Fisico                           |
| 1991 | Jacques Cousteau                                                           | Francia                                            | Oceanografo                      |
| 1992 | Mstislav Leopol'dovič Rostropovič                                          | Russia                                             | Violincellista                   |
| 1993 | Luigi Luca Cavalli-Sforza                                                  | Italia                                             | Genetista                        |
| 1994 | Edgar Morin                                                                | Francia                                            | Sociologo                        |
| 1995 | Václav Havel Richard von Weizsäcker                                        | Rep. Ceca Germania                                 | Scrittore e politico Politico    |
| 1996 | Yaşar Kemal                                                                | Turchia                                            | Scrittore                        |
| 1997 | Amartya Sen                                                                | India                                              | Economista                       |
| 1998 | Jacques Delors                                                             | Francia                                            | Politico                         |
| 1999 | Doris Lessing                                                              | Regno Unito                                        | Scrittrice                       |
| 2000 | Abdallah Laroui                                                            | Marocco                                            | Storico                          |
| 2001 | Andrea Riccardi                                                            | Italia                                             | Storico                          |
| 2002 | Harold Bloom                                                               | Stati Uniti                                        | Critico letterario               |
| 2003 | Nawal al-Sa'dawi                                                           | Egitto                                             | Scrittrice                       |
| 2004 | Sari Nusseibeh Amos Oz                                                     | Palau Israele                                      | Filosofo Scrittore               |
| 2005 | Claude Lévi-Strauss                                                        | Francia                                            | Antropologo                      |
| 2006 | Pedro Casaldáliga Plá                                                      | Spagna                                             | Teologo                          |
| 2007 | Edward Osborne Wilson[4]                                                   | Stati Uniti                                        | Biologo                          |
| 2008 | Cynthia Maung Aung San Suu Kyi                                             | Birmania                                           | Medico Attivista                 |
| 2009 | Bill Viola                                                                 | Stati Uniti                                        | Artista                          |
| 2010 | Jimmy Carter                                                               | Stati Uniti                                        | Politico                         |
| 2011 | Haruki Murakami                                                            | Giappone                                           | Scrittore                        |
| 2012 | Luiz Inácio Lula da Silva                                                  | Brasile                                            | Politico                         |
| 2013 | Malala Yousafzai Gro Harlem Brundtland                                     | Pakistan Norvegia                                  | Attivista Politica               |
| 2014 | Desmond Tutu                                                               | Sudafrica                                          | Attivista                        |
| 2015 | Jane Goodall                                                               | Regno Unito                                        | Etologa e antropologa            |
| 2016 | Josep Baselga Manel Esteller Joan Massagué                                 | Spagna                                             | Oncologi                         |
| 2017 | Costa-Gavras                                                               | Grecia Francia                                     | Regista                          |
| 2018 | Vinton Cerf[5]                                                             | Stati Uniti                                        | Informatico                      |
| 2019 | Ngũgĩ wa Thiong'o[6]                                                       | Kenya                                              | Scrittore e attivista            |
| 2020 | Dania El Mazloum[7] Anxhela Gradeci Tijana Postic Bijavica Özlem Türeci[8] | Siria Italia Albania Bosnia ed Erzegovina Germania | Dottoressa Infermiera Immunologa |
| 2021 | Judith Butler[9]                                                           | Stati Uniti                                        | Filosofa e attivista             |
| 2022 | Svjatlana Aleksievič[10]                                                   | Bielorussia                                        | Giornalista e scrittrice         |
| 2023 | Joseph Stiglitz[11]                                                        | Stati Uniti                                        | Economista e saggista            |
| 2024 | Amin Maalouf[12]                                                           | Libano Francia                                     | Scrittore                        |